# Восточный опоссум
Восточный опоссум (Marmosops incanus) — вид млекопитающих семейства опоссумов, эндемик Бразилии. Населяет восточное побережье Атлантического океана от штата Баия на севере до Сан-Паулу на юг и на запад до Бразильского плоскогорья на высоте от 800 до 1300 м. Активен ночью, питается ягодами и насекомыми.